# Proconica
Proconica is een geslacht van vlinders van de familie grasmotten (Crambidae), uit de onderfamilie Spilomelinae.

## Soorten
- P. flaviguttalis (Hampson, 1898)
- P. flavimaculalis Gaede, 1917
- P. nigrocyanalis Hampson, 1899